# Giesse (Aare)
Die Giesse ist ein Fliessgewässer in der Auenlandschaft rechts von der Aare südlich von Bern. Neben dem längeren Hauptarm, der im Oberlauf mundartlich «Üsseri Giesse» genannt wird, gehört zum Gewässersystem vor allem auch der Nebenarm «Inneri Giesse». Der mit dem Hauptstrang gut zwölf Kilometer lange Bach hat in der Ebene, die er durchquert, bis zur Mündung in die Aare ein Sohlgefälle von nur zwölf Metern. Früher floss er auf der ganzen Strecke durch die wilde, flache und zum Teil sumpfige Auenebene der Aare; seit deren Korrektion im 19. Jahrhundert liegt sein Bachbett bei Münsingen in Kulturland und Siedlungsgebieten.
In den Auenlandschaften an der Aare liegen noch mehrere andere hauptsächlich von Grundwasser gespiesene Bäche mit dem Gewässernamen «Giessen» so wie die Belper Giesse auf der linken Seite des Flusses oder die Giesse in der Elfenau bei Bern und auch der Giessekanal bei Wileroltigen.

## Geographie

### Verlauf
Die Äussere Giesse, die so genannt wird, weil sie weiter als die Innere Giesse vom Dorfzentrum von Münsingen entfernt liegt, entspringt noch heute im Streifen Auwald, der rechts von der kanalisierten Aare erhalten geblieben ist. Allerdings wurde ihr Lauf beim Bau der Autobahn A6 begradigt und als Entwässerungskanal am Waldrand neben der Strasse angelegt. In die Anfangsstrecke des Grabens münden die zwei im Flurgebiet eingedolten Gewässer Talibach und Hiterdorfbach, die das Dorfgebiet von Wichtrach entwässern.
Die Äussere Giesse fliesst zunächst etwa zwei Kilometer weit meist parallel zur Autobahn gegen Norden und durchquert dabei einen Baggersee. Neben der Flur «Stockrüti» verlässt sie die Umgebung der Aare und fliesst unter der Autobahn hindurch nach Nordosten. Mit weiten Bögen, die noch ungefähr dem alten Gewässerlauf in der ehemaligen Auenlandschaft entsprechen, und von einem Gehölzstreifen begleitet durchquert der Bach das Landwirtschaftsgebiet südlich von Münsingen und führt danach am westlichen Siedlungsrand der Ortschaft vorbei. Die Belpbergstrasse, die zur «Schützefahrbrügg» über die Aare führt, überquert ihn im Gebiet der Sportanlagen von Münsingen.
Am Nordrand der Siedlung mündet im Quartier Au von rechts die Innere in die Äussere Giesse. Auf alten Landeskarten ist zu sehen, dass die Innere Giesse früher ebenfalls in der Nähe von Wichtrach ihren Anfang nahm; heute hat sie wegen der Melioration des Landwirtschaftsgebiets einen kürzeren Lauf. Ihre Quelle liegt jetzt in einem Feuchtgebiet zwischen den Flurstücken Moosacher und Möslirüti, die mit ihren Namen noch an die ursprüngliche, feuchte Auenlandschaft erinnern. Die Innere Giesse fliesst mit vielen Kurven nach Münsingen, wo sie den Kanal der Fischzucht Erlenau speist und von rechts den Utteloobach aufnimmt und dann von mehreren Brücken und Stegen überquert wird. Ein Bachabschnitt im Siedlungsbeit wurde um 2022 revitalisiert. Nach einem Lauf von etwa drei Kilometern erreicht der Bach die Äussere Giesse. Im Gebiet Stierenmatte verbindet der Kanal «Zwischengiesse» den Lauf der Inneren mit der Äusseren Giesse.
Nach dem Zusammenfluss der beiden Quellbäche heisst das Gewässer nur noch «Giesse» (wird manchmal aber auch noch weiter «Äussere Giesse» genannt). Der Bach fliesst am östlichen Rand der Aareebene nach Norden, nimmt bei der Gewerbesiedlung Walke, wo früher eine Sägemühle stand, von rechts den Grabenbach auf und erreicht danach die noch weitgehend im natürlichen Zustand erhaltenen Auengebiete rechts von der Aare. Im etwa vier Kilometer langen Unterlauf durchquert er zuerst die Hunzigenau, wo der Schwandbach und der Schwarzbach von Osten in die Ebene hinunterfliessen, läuft dann in einem langen Tunnel unter dem Strassendamm der Hauptstrasse 221.2 mit der Autobahnzufahrt hindurch, und fliesst danach durch die Hunzigenrüti, wo auf der rechten Seite die «Hanggiesse» abgeleitet ist, und durch die Obere und die Untere Kleinhöchstettenau, wo die Autobahn das Bachbett zum zweiten Mal überquert. Der Nebenbach in der Kleinhöchstettenau heisst wiederum «Äussere Giesse». Westlich von Kleinhöchstetten mündet die Giesse unter der Felswand am «Büünerain», wo Nagelfluh-Molasse ansteht, am Ende des langen Seitendammes rechts von der Aare in diesen Fluss.

### Einzugsgebiet
Das 45,4 km² grosse Einzugsgebiet der Giesse liegt im Aaretal und wird durch sie über die Aare und den Rhein zur Nordsee entwässert.
Es besteht zu 19,3 % aus bestockter Fläche, zu 63,1 % aus Landwirtschaftsfläche, zu 16,3 % aus Siedlungsfläche und zu 1,3 % aus unproduktiven Flächen.
Die mittlere Höhe des Einzugsgebiets beträgt 590,7 m ü. M.

### Zuflüsse und Abzweigungen
- Zwüschegiesse (rechts)
- Inneri Giesse (rechts)
- Grabebach (rechts)
- Schwarzbach (rechts)
- Hanggiesse (rechts)
- Üsseri Giesse (rechts)

## Hydrologie
An der Mündung der Giesse in die Aare beträgt ihre modellierte mittlere Abflussmenge (MQ) 1,10 m³/s. Ihr Abflussregimetyp ist pluvial inférieur und ihre Abflussvariabilität beträgt 25.

## Natur und Umwelt

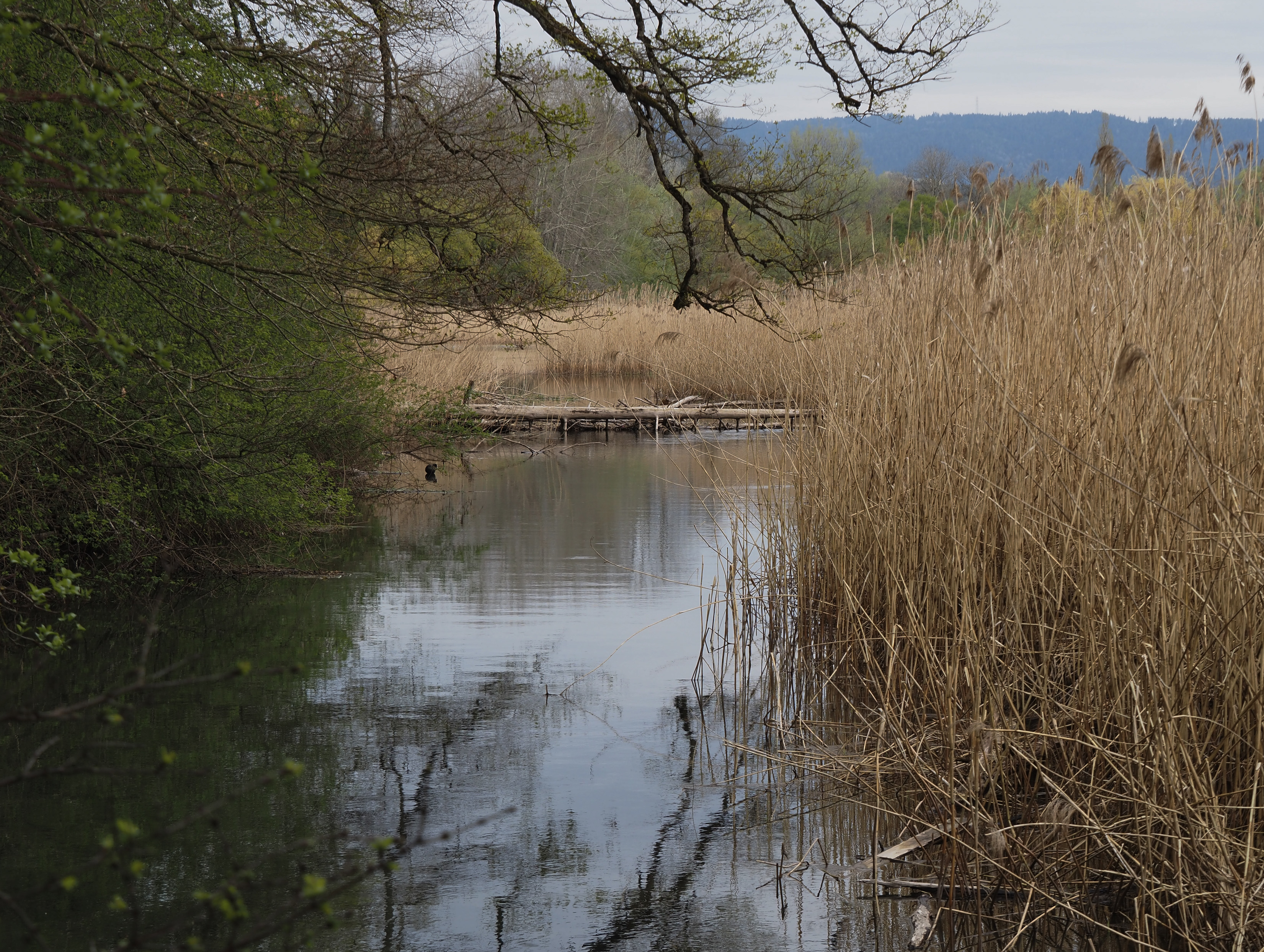
Die Giesse in der Unteren Kleinhöchstettenau

Der nach der Aarekorrektion im 19. Jahrhundert erhalten gebliebene Rest der weiten Aue mit Feuchtgebieten und vielen Weihern und Seen, die teilweise abgeschnittene Altarme der Aare sind, bildet noch immer eine wertvolle, artenreiche Naturlandschaft mitten in der dicht besiedelten und intensiv genutzten Kulturlandschaft der Region Bern. Die Aarelandschaft bei Münsingen und Rubigen ist wie das Auengebiet links von der Aare bei Belp eine mehrfach geschützte Naturzone. Die Auen liegen im Landschaftsschutzgebiet «Aarelandschaft zwischen Thun und Bern» des Bundesinventars der Landschaften und Naturdenkmäler von nationaler Bedeutung; das Gebiet «Aare/Giessen» ist als Moorlandschaft von besonderer Schönheit und von nationaler Bedeutung registriert, der nahe an der Aare liegende Uferstreifen ist ein Auengebiet von nationaler Bedeutung, die Kleinhöchstettenau enthält ein Amphibienlaichgebiet von nationaler Bedeutung und ein Moor von nationaler Bedeutung; an der Giesse liegt auch die Fläche «Hunzigeguet», die ebenfalls ein wichtiges Moorgebiet ist. Bei Wichtrach liegt östlich der Giesse das Naturschutzgebiet Chesselau.

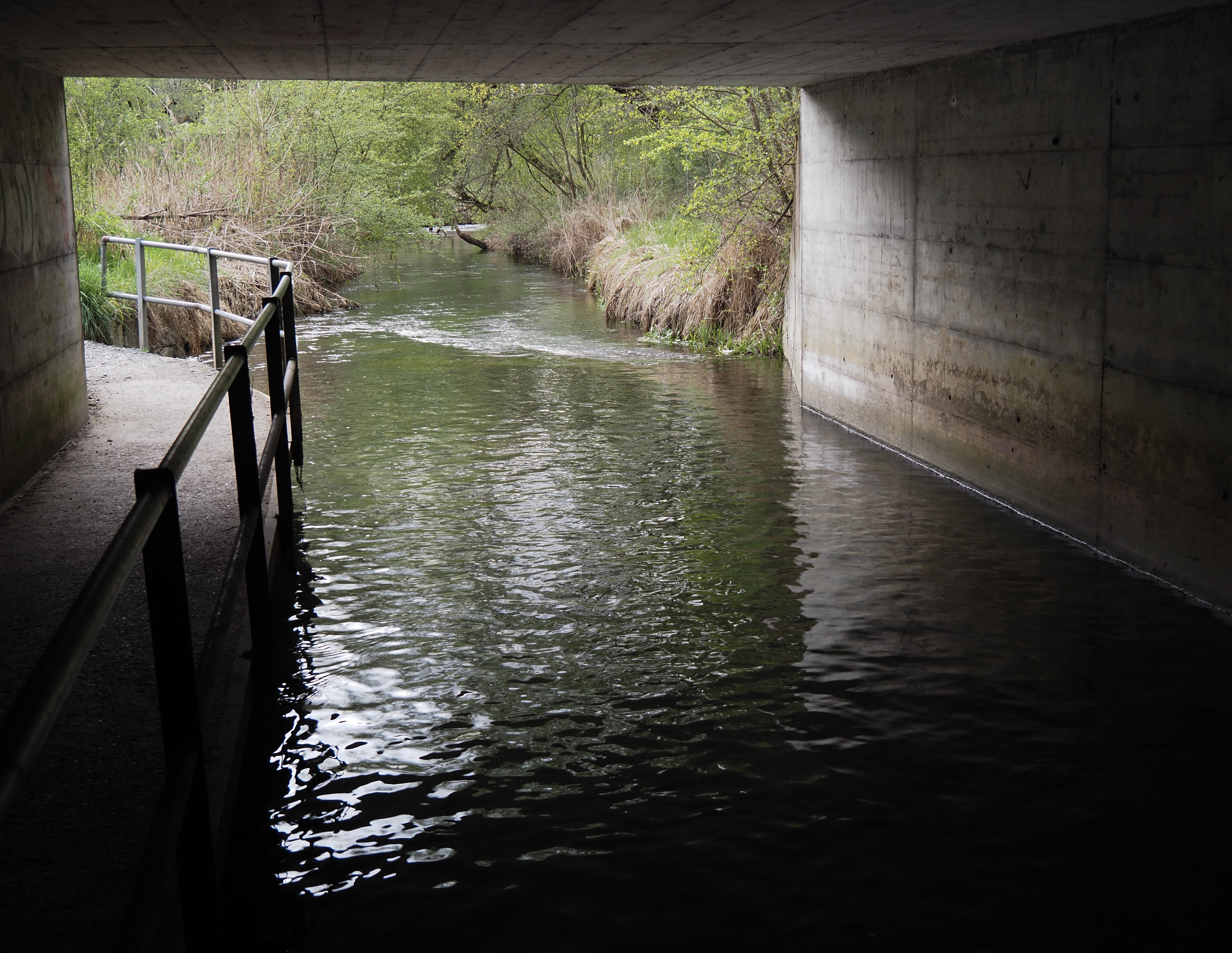
Autobahnbrücke über die Giesse bei Rubigen

Allerdings liegt nur ein kleiner Teil des Gewässerlaufs der Giesse im Naturschutzgebiet und die übrigen Abschnitte durchqueren die veränderte Kulturlandschaft. Die Flussaue mit der Giesse wurde besonders durch den Bau der Autobahn stark beeinträchtigt. Die von 1967 bis 1972 gebaute Hochleistungsstrasse führt mitten durch die vorher noch weitgehend natürliche Landschaft und durchquert die Sumpfgebiete in der Kleinhöchstettenau und der Hunzigenau; einige Giessen wurden beim Bau der Strasse zugedeckt; bei der Hunzigenbrücke über die Aare entstand mitten in der Auenlandschaft die Autobahnzufahrt Rubigen und südlich davon ebenfalls im Auwald die Autobahnraststätte «Münsingen». Der Strassenraum ist von den Naturschutzgebieten ausgenommen.

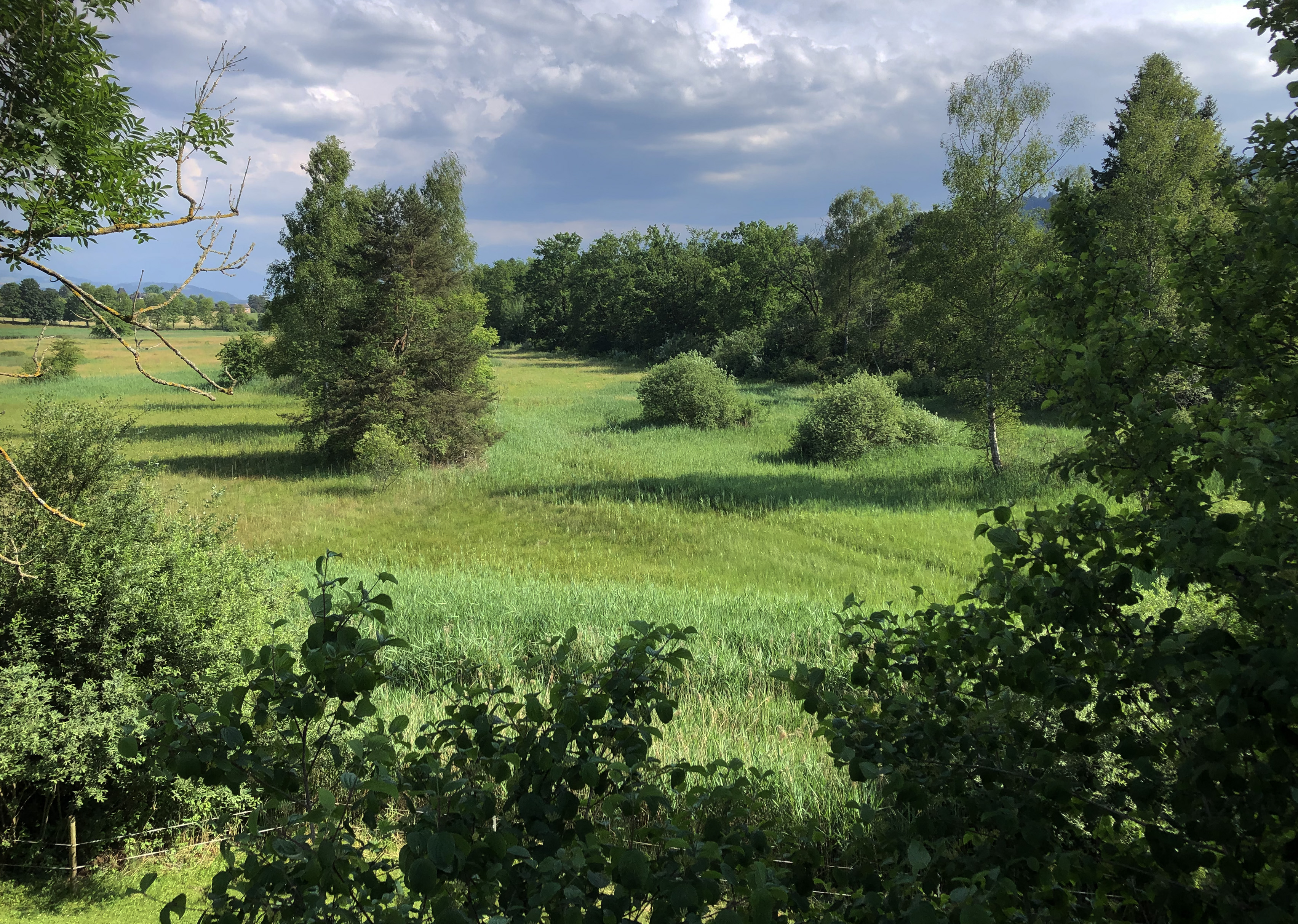
Feuchtgebiet Hunzigenau

Die Bachläufe, Feuchtgebiete, Seen und Tümpel im Gebiet der Giessen bilden artenreiche Biotope mit Lebensräumen für viel Pflanzen und Tiere. Die Grundwasseraufstösse und übrigen Gewässer sind von Flachmooren, Röhricht, Silberweidenauenwald und Ulmen-Eschenhartholzauenwald begleitet. In jüngster Zeit hat sich im Bachraum bei Münsingen auch der Biber wieder angesiedelt.